# Algorisme QMR
L'algorisme QMR va ser creat per resoldre el sistema lineal {\displaystyle Ax=b} on {\displaystyle A} és una matriu quadrada que no requereix ser simètrica.

## Introducció
L'algorisme QMR, de l'anglés Quasi-Minimal Residual es deu a Roland W. Freund i Noël M. Nachtigal, els quals el 1991 van publicar aquest algorisme, el qual es basa en la biortogonalització de Lanczos, una extensió per a matrius no simètriques de la ortogonalització simètrica de Lanczos.

### Biortogonalització de Lanczos
El procés de Biortogonalització per a matrius no simètriques de Lanczos, consisteix a construir dues bases ortogonals als subespais {\displaystyle {\mathcal {K}}_{m}\left(A,v_{1}\right)=\mathrm {span} \left\{v_{1},Av_{1},\ldots ,A^{m-1}v_{1}\right\}} i {\displaystyle {\mathcal {K}}_{m}\left(A^{T},w_{1}\right)=\mathrm {span} \left\{w_{1},A^{T}w_{1},\ldots ,\left(A^{T}\right)^{m-1}v_{1}\right\}}.

Per construir aquestes bases biortogonals en els subespais {\displaystyle {\mathcal {K}}_{m}\left(A,v_{1}\right)} i {\displaystyle {\mathcal {K}}_{m}\left(A^{T},w_{1}\right)} s'utilitza l'algorisme que es mostra a continuació:
Després d'usar aquest algorisme es garanteix en aritmètica exacta que {\displaystyle \left(v_{i},w_{j}\right)=0} si {\displaystyle i\neq j} i {\displaystyle \left(v_{i},w_{j}\right)=1} si {\displaystyle i=j}. Ara amb els valors {\displaystyle \alpha _{j}}, {\displaystyle \beta _{j}} i {\displaystyle \delta _{j}} obtinguts per l'algorisme anterior anem a construir la matriu {\displaystyle T_{m}} com una matriu tridiagonal de la següent forma:
{\displaystyle T_{m}=\left({\begin{array}{ccccc}\alpha _{1}&\beta _{2}&0&\ldots &0\\\delta _{2}&\alpha _{2}&\beta _{3}&&0\\0&\ddots &\ddots &\ddots &\vdots \\0&\ldots &\delta _{m-1}&\alpha _{m-1}&\beta _{m}\\0&\ldots &0&\delta _{m}&\alpha _{m}\end{array}}\right)}

### Algorisme Quasi-Minimal Residual
Es construeix la matriu {\displaystyle {\overline {T}}_{m}} a partir de la qual es va obtenir en la biortogonalització de Lanczos de la següent forma:
{\displaystyle {\overline {T}}_{m}=\left({\begin{array}{c}T_{m}\\\delta _{m+1}e_{m}^{T}\end{array}}\right)}

Una altra tècnica que s'utilitza en l'algorisme és la factorització QR, la qual s'obté aplicant les rotacions {\displaystyle \Omega _{i}} obtingudes de la següent forma:
{\displaystyle \Omega _{i}=\left({\begin{array}{ccc}I_{i-1}&0&0\\0&{\begin{array}{cc}c_{i}&s_{1}\\-s_{i}&c_{i}\end{array}}&0\\0&0&I_{n-(i+1)}\end{array}}\right)}
on {\displaystyle c_{i}} i {\displaystyle s_{i}} s'aconsegueixen de la següent forma:{\displaystyle s_{i}={\frac {a_{i+1,i}}{\sqrt {\left(a_{ii}^{(i-1)}\right)^{2}+a_{i+1,i}^{2}}}},\quad c_{i}={\frac {a_{ii}^{(i-1)}}{\sqrt {\left(a_{ii}^{(i-1)}\right)^{2}+a_{i+1,i}^{2}}}}}

on els termes {\displaystyle a_{ii}^{(i-1)}}{\displaystyle a_{i+1,i}} corresponen a les respectives entrades de la matriu després d'aplicar-se les rotacions {\displaystyle \Omega _{1},\ldots ,\Omega _{i-1}}.